# Gã si tình
Gã si tình (tiếng Hàn: 남자가 사랑할 때; Romaja: Namjaga Saranghal Ddae) là phim truyền hình Hàn Quốc 2013 với sự tham gia của các ngôi sao như Song Seung-heon, Shin Se-kyung, Chae Jung-an, và Yeon Woo-jin.  Phim được phát sóng trên MBC từ 3 tháng tư đến 6 tháng sáu, 2013 vào thứ tư và thứ năm hàng tuần lúc 21:55 với 20 tập.

## Phân vai

### Vai chính
- Song Seung-heon - Han Tae-sang [5][6][7]
- Shin Se-kyung - Seo Mi-do [8][9][10][11]
- Chae Jung-an - Baek Seung-joo
- Yeon Woo-jin - Lee Jae-hee [12]

### Vai phụ
- JB - Seo Mi-joon
- Junior - Ddol-yi
- Kang Shin-il - Seo Kyung-wook
- Oh Young-shil - Choi Seon-ae
- Lee Chang-hoon - Gu Yong-gab
- Kim Sung-oh - Lee Chang-hee
- Jo Jae-ryong - Yoon Dong-gu
- Jung Young-sook - Yoon Hong-ja
- Park Min-ji - Eun-ae
- Lee Min-ji - Jin Song-yeon
- Lee Sung-min - Kim Dae-kwang,  chủ của Tae-sang (khách mời, tập 1-2,4)